# Alain Pennec
 (janvier 2024).
Il peut être nécessaire de l'améliorer pour respecter le principe de neutralité de point de vue. Veuillez consulter la page de discussion pour plus de détails.

Alain Pennec, né le 18 février 1955, est un musicien français spécialisé dans la musique bretonne.
Il joue principalement à l'accordéon diatonique.
En 1994, il fonde une maison d'édition qui produira un grand nombre de livres et de CDs.

## Biographie

### Enfance et formation
Dans une interview, il déclare : « J’ai été plongé dans l’univers de la musique traditionnelle très jeune. ».
Il commence à jouer de la bombarde et de la cornemuse : il débute la bombarde au Cercle celtique de La Baule vers dix ans puis il travaille la cornemuse écossaise avec Jakez Pincet.
Cet apprentissage l'amène très rapidement à sonner en couple avec son frère et à jouer dans des groupes de fest-noz comme Kouerien Sant Yann, jusqu'en 1975, ou avec les célèbres Sonerien Du. En effectuant son service militaire au bagad de Lann-Bihoué en 1979, il découvre l'accordéon diatonique.

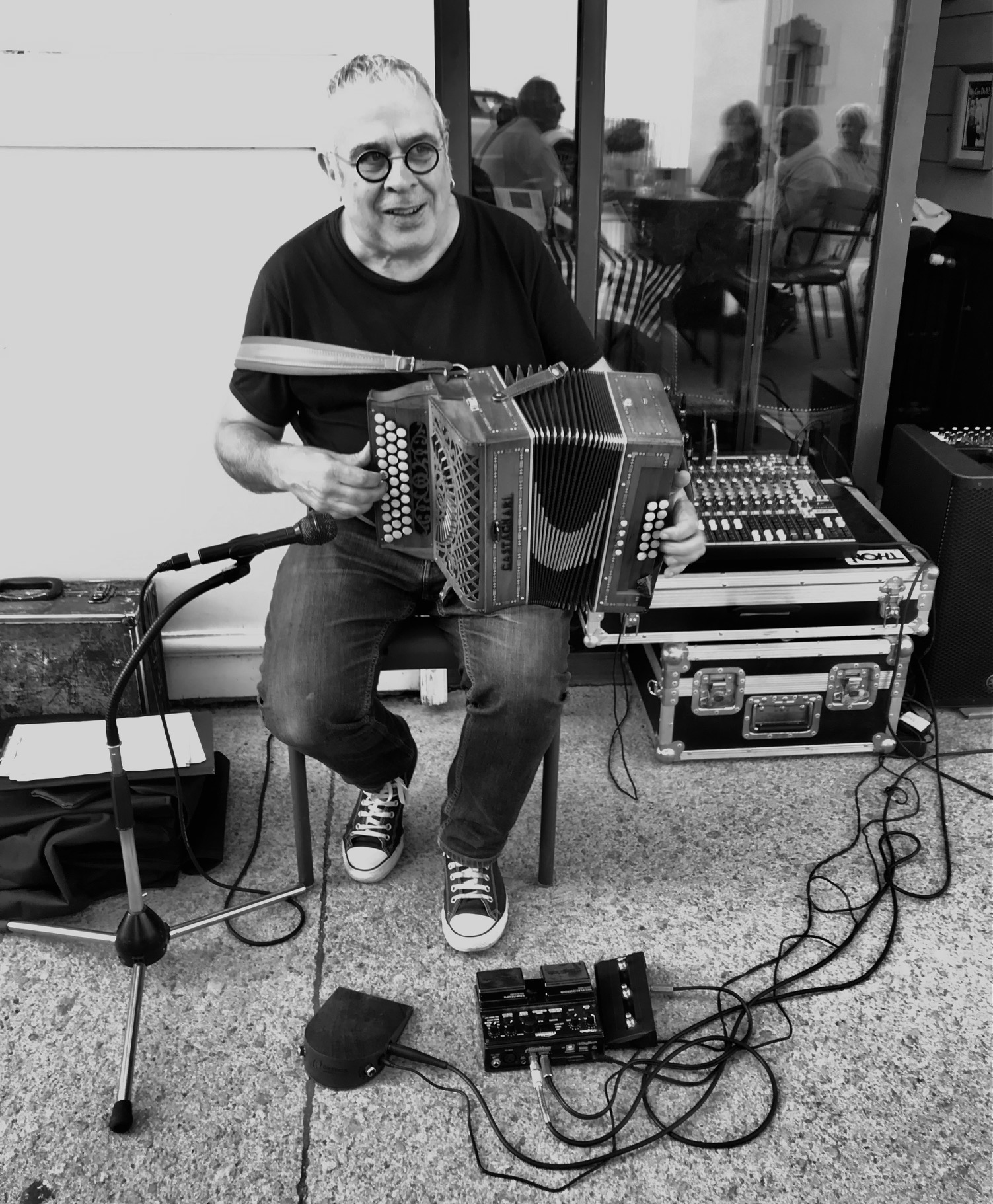
Alain Pennec aux Mardis de la Danse à Brech en 2022.

En 1993, il chante dans le Trio Pennec avec Patrick Le Penru et Pierre Nicolas.
En 1995, il sort son premier album en solo, Alcôves, dont une partie des arrangements sont signées par Soïg Sibéril. La même année, il accompagne le spectacle Contes De Haute Bretagne - Histoires Sous Le Pommier de Gigi Bigot.

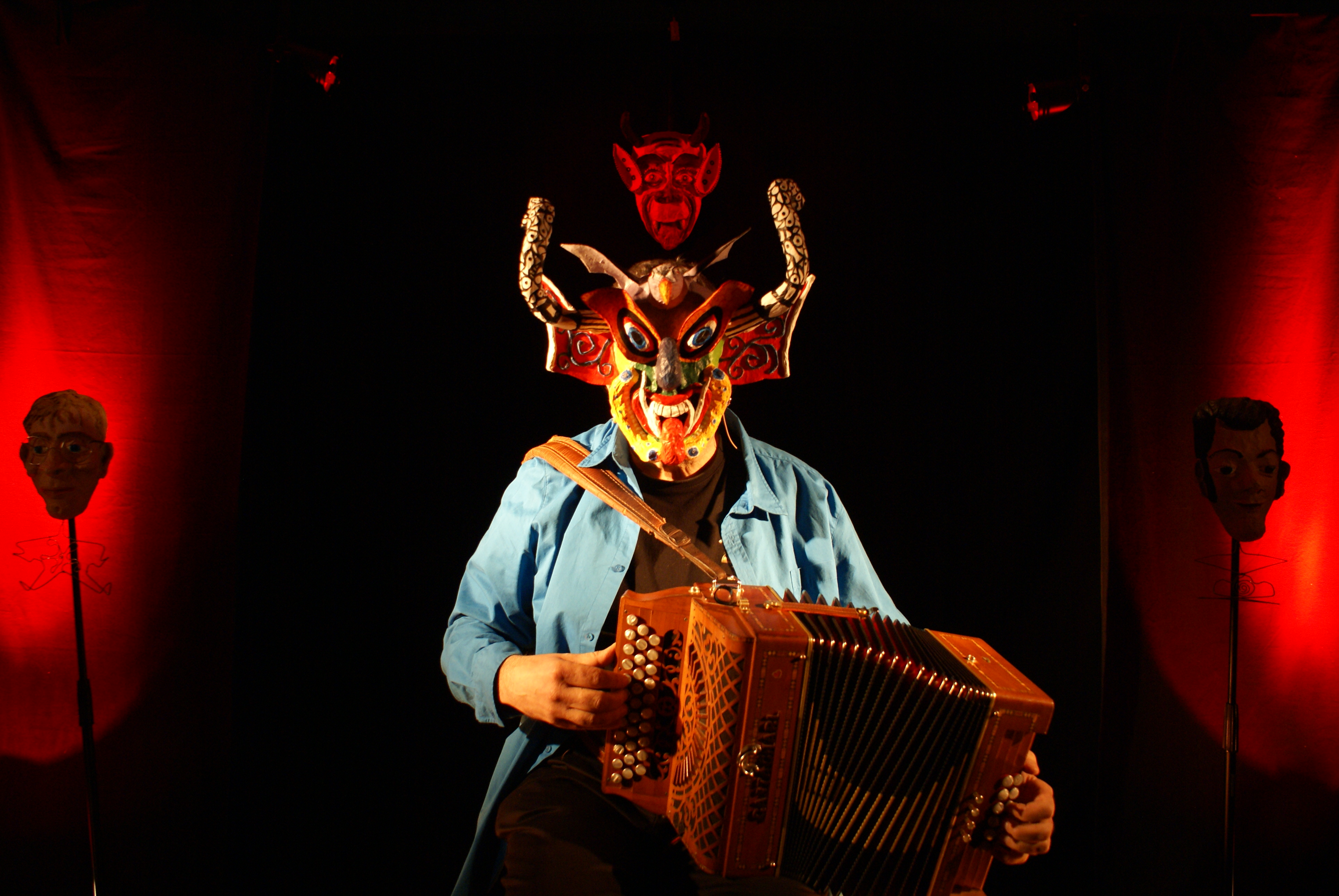
Alain Pennec pour son spectacle Fabulations sonores en 2011.

En duo, il a travaillé avec Soïg Siberil, le chanteur Roland Brou, Youenn Landreau, Sébastien Bertrand.
En août 1998, il forme l'Alain Pennec Quartet avec Aurore Berger (harpe celtique), Yoeun Landreau (chapman stick), Stéphane Barbier (percussions), et Alain Pennec (accordéon diatonique).
Il participe aux groupes Quatre Jean, Roquio, son Quartet, Denez Prigent ou Sloï.
Il accompagne[Quand ?] Denez Prigent. 
Depuis 2021, il tourne avec le trio « Crusson & Co » (avec Thierry Crusson et Jean-Yves Bardoul), le trio Amãn (avec Youenn Landreau et Hervé Batteux) et son spectacle solo Fabulations Sonores. 
Il est aussi professeur d'accordéon diatonique, dans le cadre de stages et de master-classes. 
Le manque d'outils pédagogiques liés à la musique bretonne et à ses instruments le pousse à créer en 1994 sa propre maison d'édition, proposant ainsi supports écrits et audios.

## Discographie

### Albums personnels
- 1972 : Airs à Danser - Les Frères Pennec
- 1983 : Accordéon Diatonique (Arfolk)
- 1985 : Accordéon Diatonique (K7 autoproduite)
- 1995 : Alcôves
- 1999 : Turbulences
- 2004 : Bachannales
- 2008 : Réunions de chantier - avec Sébastien Bertrand
- 2012 : Fabulations Sonores
- 2014 : Silly Brothers - avec Roland Brou et Jean Michenaud

### Avec Kouerien Sant-Yann
- 1972 : La Maraîchine (45 tours)
- 1972 : Volume 1
- 1974 : Volume 2
- 1975 : Volume 3

### Avec Tammlès
- 1983 : Tammles
- 1985 : Embarquement immédiat
- 1986 : 6
- 1989 : Sans bagage

### Avec Quatrejean (Les 4 Jean)
- 1996 : Entends-tu ma blonde le tonnerre qui gronde ?
- 1999 : Les Tisserands
- 2001 : Que des Mensonges
- 2004 : A Nantes la grande ville

### Autres participations
- 1976 : Folk Gallo - Namnètes

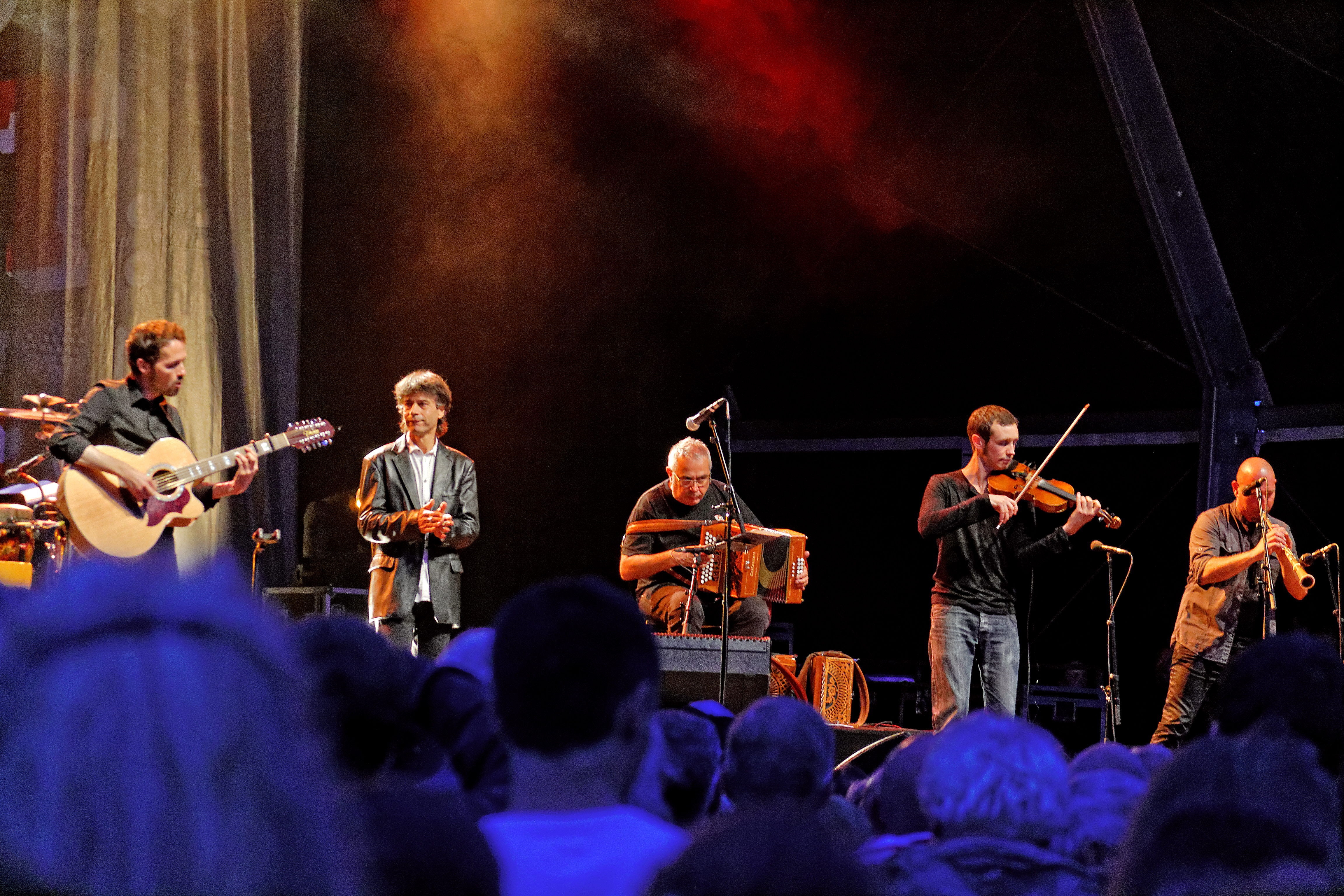
Alain Pennec accompagnant Denez aux Jeudis du port de Brest 2015.

- 1976 : Chants de Marins - Djiboudjep
- ? : Traditionnel Vannetais - Kagig Ha Kymry
- 1977 : Que peut une main nue ? – Fernand  Duchemin
- 1979 : La Coupe et la Mémoire - Glenmor
- ? : Irwena - Yannig Ar Bleiz
- 1983 : Missa Gallica
- 1984 : Apocalypse – Glenmor
- 1988 : Le Vaisseau de Pierre – Tri Yann (samples)
- 1985 : Si tu ne chantais pas pour eux à quoi bon demeurer ? - Glenmor
- 1992 : And the easy sliders - Bruno Green
- 1993 : Javadao - Trio Pennec
- 1994  : Chants Traditionnels - A la brunette…
- 1995 : Festival Interceltique de Lorient, 25 ans - Hirio
- 1995 : Histoires sous le pommier – Gigi Bigot
- 1997 : Troiad ar bed - Hirio
- 2000 : Signes Particuliers – Rencontres
- 2001 : Carte Blanche - Duo Bertrand
- 2003 : Sarac'h - Denez Prigent
- 2003 : Quai du Roi Baco - Roquio
- 2005 : Les trompettes du Mozambique
- 2007 : Musiques du monde d'ici - Sloï
- 2007 : B.A.N. Lann-Bihoué - Bagad de Lann-Bihoué
- 2015 : Ul Liorzh Vurzudhus : An enchanting garden - Denez Prigent
- 2016 : A-unvan gant ar stered : In Unison With The Stars Inclus (CD live/DVD) - Denez Prigent
- 2017 : "Teillouse Blues" - Collectif accordéonistes du Pays de Redon

### Collectifs
- 1971 : Cahier de Musique Traditionnelle n°1 – Dastum
- ? : Fest-Noz Nevez, Inédits - frères Pennec avec Sonerien Du, Jan Mikel Bourdiek, frères Kergosien, sœurs Coulouarn... (Arfolk)
- 1974 : Veillée à Menez-Kamm
- 1988 : Chanteurs bretons pour les paysans de Saponé / Burkina-Faso - Reggae' Sperans
- 1989 : Accordéons Diatoniques en Bretagne
- 1997 : A Suivre, Volume 3 – Accordéon  Collection
- 1998 : Une P'tite Histoire d'Accordeon Diatonique - Trad Magazine
- 2000 : Colère noire en pays blanc - collectif
- 2000 : Celtic La Compil' - S.N.S.M.
- 2020 : Luarn - collectif de musiciens en soutien aux migrants

## Créations scéniques d'Alain Pennec
- 1998 : Celtitudes,   Festival de Confolens  et Festival de Cornouailles (1999)
- 1998 : Bretagne-Île Rodrigues - Festival Tatihou
- 2003 : 30 ans de scène - théâtre de Redon
- 2007 : L'Aurore de Murnau - ciné-concert avec Sébastien Bertrand
- 2008 : Rencontres - avec le chœur polonais QFTRY, Festival Interceltique Lorient
- 2009 : Castelao - création Bretagne/Galice Festival Interceltique Lorient
- 2011 : Les portes d'Annam - création Vietnam/Bretagne Festival Interceltique Lorient (avec Jakez Le Souëf, Michel Guillaume, Roland Brou...)[15],[16]
- 2012 : Fabulations sonores, spectacle solo
- 2013 : Le cuirassé Potemkine - ciné-concert (avec Soïg Siberil et Sylvain Fabre)
- 2013 : Deux chantiers navals de l'Atlantique : Saint-Nazaire/Gijón - avec Didier Ropers et l'Orchestre Régional de Jazz de Bretagne, Festival Interceltique Lorient
- 2015 : The Manxman - ciné-concert avec Cairisiona Dougherty, Sylvain Fabre et Soïg Siberil) Festival Interceltique Lorient[17]sur un film muet de Hitchcok
- 2018 : Gân Yr Aboroed: Le Chant DesEstuaires - création Breragne/ Pays de Galles Festival Interceltique Lorient - avec Rachel Goodwin, Hervé Dréan, François Nicolas, Linda Owen Jones et Daniel KilBride
- 2018 : Glazizao: Performance musique/peinture (Alain Pennec/Pierrick Le Corre) dans le cadre du Salon International de l'Art Contemporain de Tanger (Maroc)
- 2023 : Alain Pennec fête ses 50 ans de scène: concert jubilé avec Soïg Sibéril, Aurore Bréger, Roland Brou, Patrick Couton, Youenn landreau, Hervé Batteux, Thierry Crusson et Jean-Yves Bardoul.

## Vagabondages diatoniques

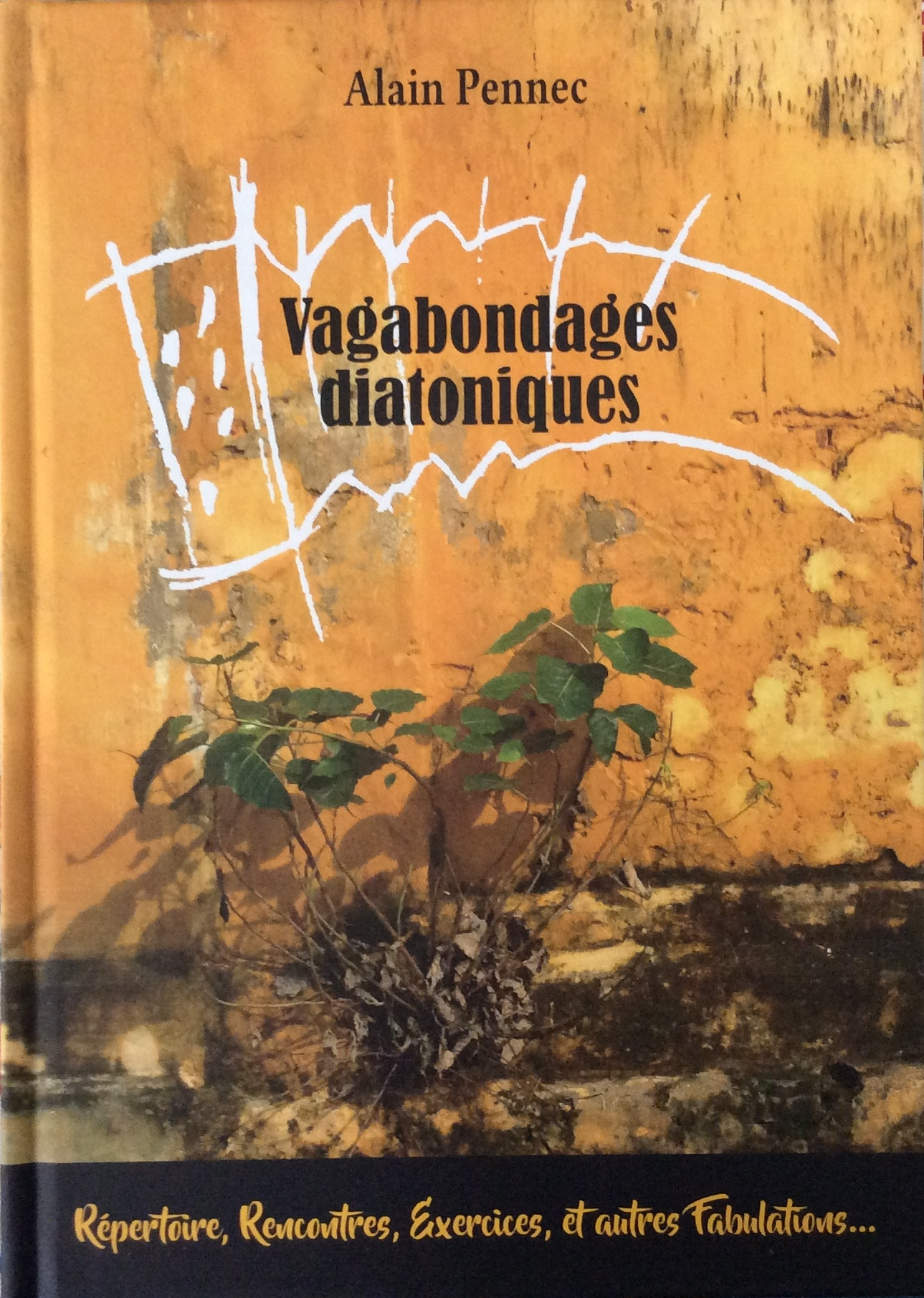

- 2020 : Alain Pennec a sorti un ouvrage de 304 pages Vagabondages diatoniques retraçant ses 50 années de musique en partitions/tablatures, photos, souvenirs.

#### Partitions
- Tablatures vol. 1, 1997, accompagné d'une cassette ou d'un CD
- Tablatures vol. 2, accompagné d'une cassette ou d'un CD
- CD à l'Accordéon Diatonique
- Vagabondages Diatoniques